# Litzendorf
Litzendorf település Németországban, azon belül Bajorországban. Lakosainak száma 6307 fő (2023. december 31.).

## Népesség
A település népessége az elmúlt években az alábbi módon változott:
| Lakosok száma | 3507 | 834  | 6019 | 6004 | 6089 | 6055 | 6074 | 6103 | 6220 | 6307 |
|               | 1970 | 1975 | 2011 | 2012 | 2014 | 2015 | 2017 | 2019 | 2022 | 2023 |